# 박유겸
박유겸(1988년 6월 11일 ~)은 대한민국의 뮤지컬 배우다. 2016년 뮤지컬 '몬테크리스토'로 데뷔했다.

## 방송
- 팬텀싱어 1 (2016) - Top16(14위)

## 공연
- 몬테크리스토 (2016~2017)
- 뮤지컬 갈라콘서트 (2017)
- 나폴레옹 (2017)
- MUSIC OF THE NIGHT 2017 : THE GREATEST MUSICALS (2017)
- 롯데엔터테인먼트 윈터프로젝트 - 펠리스나비다 (Feliz Navidad) (2017)
- 뮤지컬 안나 카레니나 (2018)
- 앤드류 로이드 웨버 기념 콘서트 (A Celebration of Andrew Lloyd Webber in Korea) (2018)
- 바람과 함께 사라지다 (2018)
- 금강 (2019)
- 지저스 크라이스트 수퍼스타 (2020)
- 싯다르타 (2021)

## 음반
- 팬텀싱어 Episode 4 (2016)
- 팬텀싱어 Episode 5 (2016)
- 팬텀싱어 Episode 6 (2017)
- 팬텀싱어 Episode 7 (2017)